# Sultanat de Ternate
Pour les articles homonymes, voir Ternate.
1257–1914

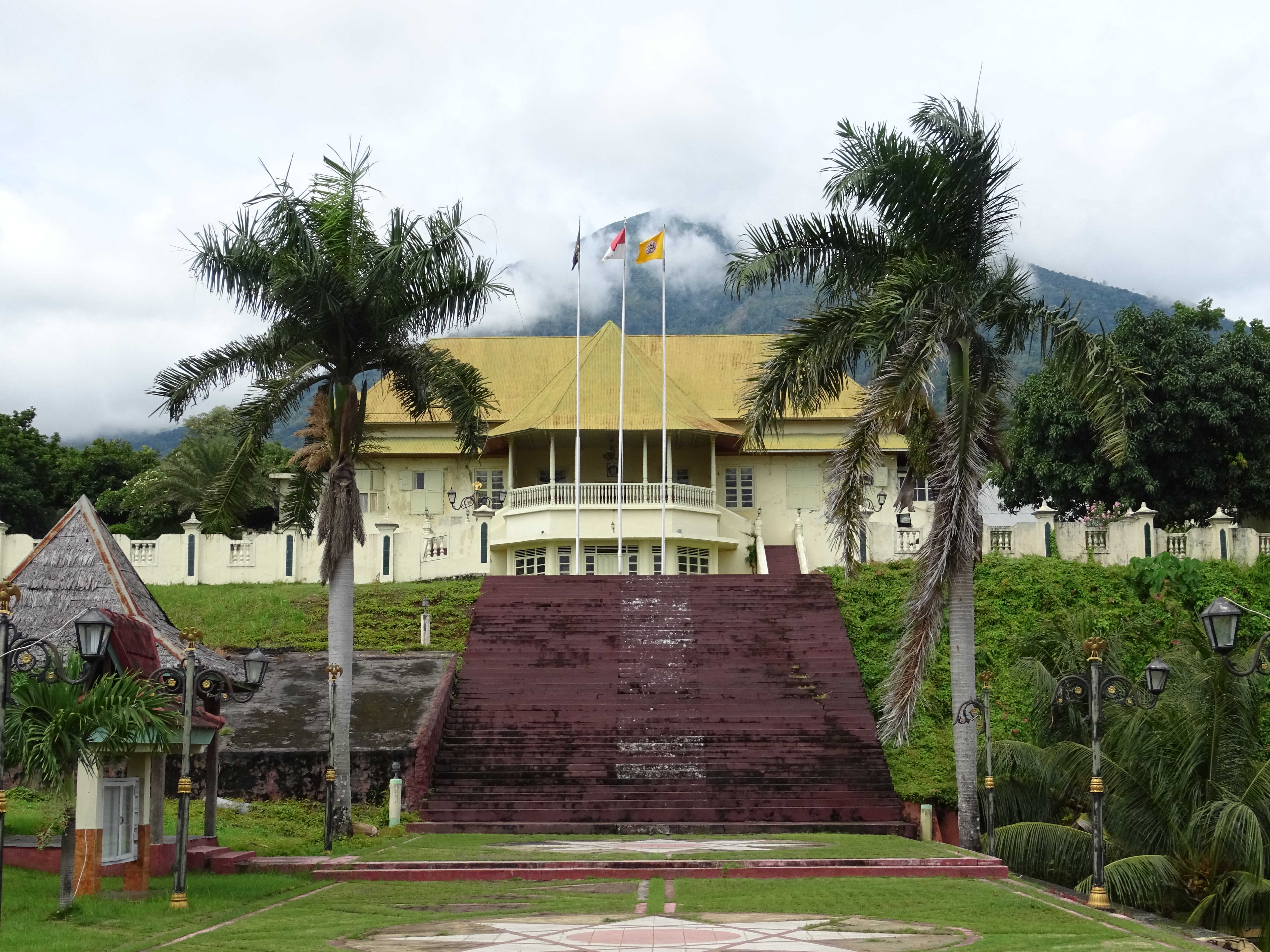
Le palais des sultans de Ternate.

Le sultanat de Ternate est un État princier d'Indonésie situé dans l'île de Ternate dans la province des Moluques du Nord. Le dernier sultan, Mudaffar Sjah II (r. 1975-2015), né en 1935, est mort le 19 février 2015. Le prochain sultan sera désigné par le Bobato Nyagi Moi Se-Tufkange ou plus simplement Bobato 18, le « parlement » du sultanat (qu'il ne faut pas confondre avec l'assemblée de la kota ou municipalité de Ternate), constitué par les chefs des dix-huit clans de Ternate, neuf de Soa Sio et neuf de Sangaji.

## Histoire

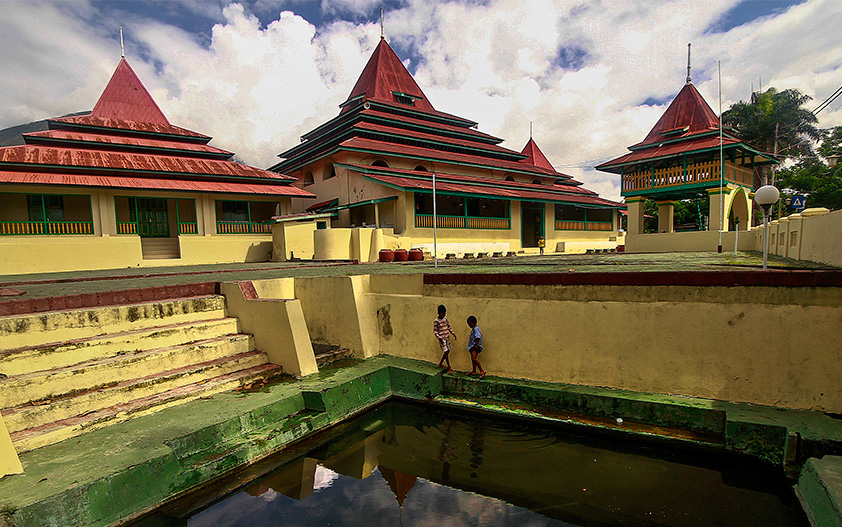
La mosquée des sultans de Ternate. Ternate est la première contrée des Moluques à s'islamiser.

Vers 1495, sous l'influence de la principauté musulmane de Gresik à Java, l'île de Ternate est la première contrée des Moluques à s'islamiser.
En 1511, une flotte portugaise, partie de Goa en Inde sous le commandement du vice-roi Afonso de Albuquerque, s'empare de Malacca, qui était devenu le plus grand port d'Asie du Sud-Est. Les royaumes rivaux de Ternate et Tidore s'efforcent chacun d'attirer l'intérêt des Portugais.

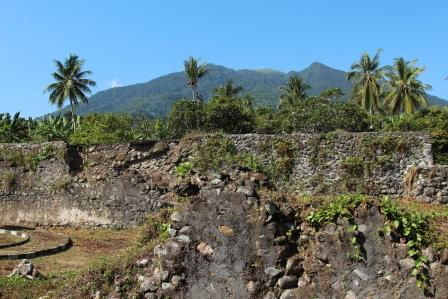
Les ruines du fort Kastela.

En 1512 le Portugais Antonio de Abreu, parti de Malacca à la tête d'une expédition dont l'objectif est les îles Banda, fait naufrage dans l'île d'Ambon. Il réembarque sur un bateau local et atteint Ternate. Les Portugais s'allient à Ternate, où ils construisent un fort en 1522 (dont il reste aujourd'hui les ruines du fort Kastela). Le roi de Ternate leur cède Ambon.
Les Portugais notent une tradition de « quatre piliers », constitués par les quatre royaumes de Bacan, Jailolo (dans l'île de Halmahera), Ternate et Tidore, qui symbolisent l'unité et la complétude des Moluques. Ce monde est dominé par Ternate et Tidore, dont le réseau maritime et commerçant s'étend de Célèbes à la péninsule de Doberai à l'extrémité occidentale de la Nouvelle-Guinée.
On peut qualifier les relations entre Ternate et Tidore, deux îles séparées par un détroit d'à peine 1,6 kilomètre de largeur, d'« hostilité amicale ». Cette relation se traduit par un partage des zones d'influence dans lequel Ternate forge des liens rituels, de mariage et économiques avec les îles situées au nord et à l'ouest, et Tidore avec celles au sud et à l'est.
Les grands rivaux de Ternate et Tidore étaient les Bugis et les Makasar du sud de Célèbes. Vers 1530, le royaume de Gowa, le plus puissant des États du sud de Célèbes, entreprend la conquête des principautés voisines. Gowa contrôle notamment le commerce de l'or produit dans le nord de Célèbes à Gorontalo, qu'il vend au sultan de Ternate.
En 1535, les Portugais déposent le roi Tabariji, qu'ils envoient à Goa en Inde, où il est contraint de se convertir. Il meurt en 1545 à Malacca sur le chemin du retour. Avant de mourir, il cède Ambon aux Portugais. Les Portugais assassinent le sultan Harun en 1570. Sous le sultan Babullah, les troupes de Ternate font le siège de leur forteresse, et expulsent finalement les Portugais en 1575. Ceux-ci se replient sur Tidore.

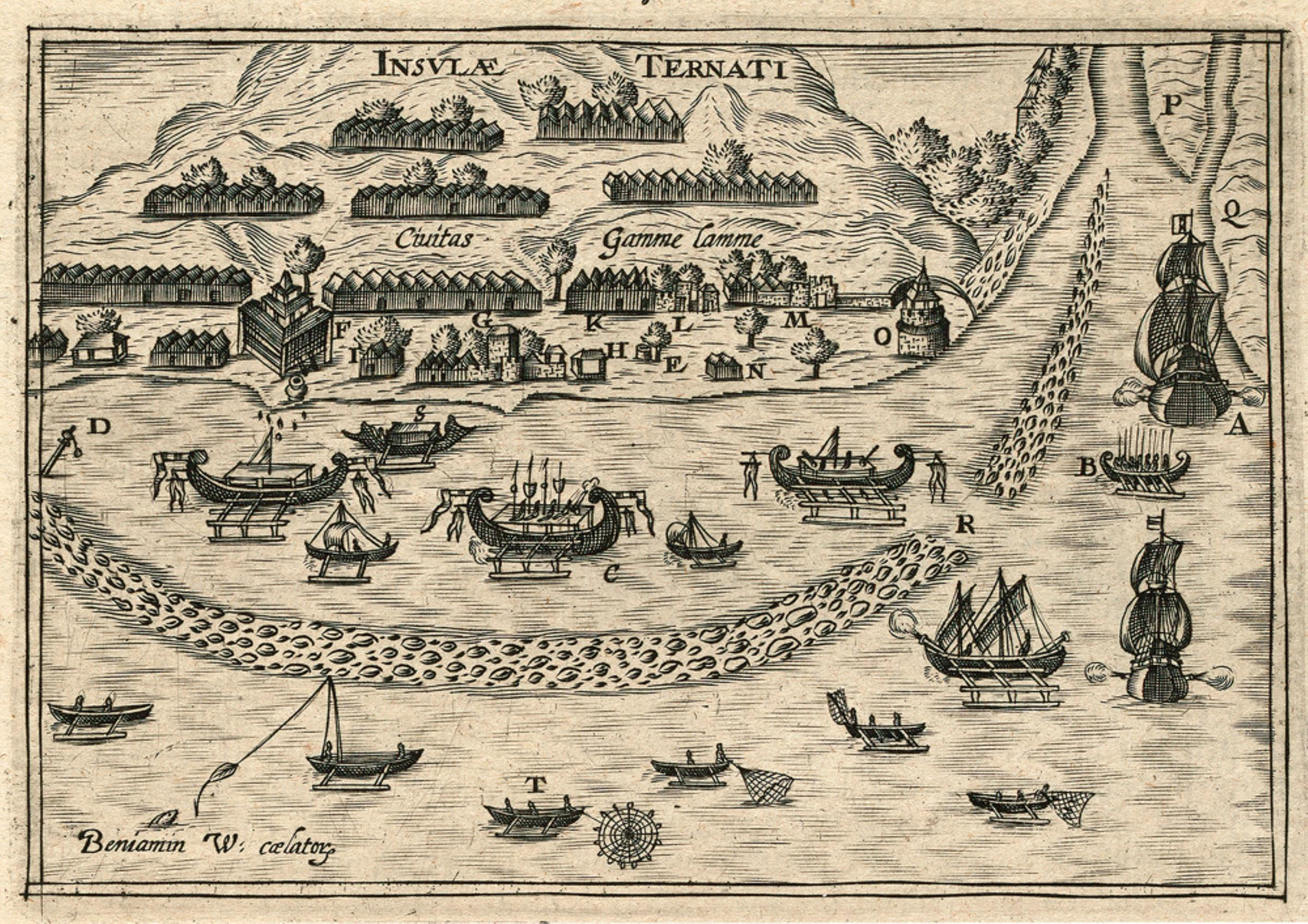
Gravure du graveur anglais Benjamin Wright, datée de 1614, représentant la ville de Gamalama, alors capitale de Ternate.

L'Anglais Francis Drake fait escale à Ternate lors de son périple de 1577 à 1580, dont il rapporte une cargaison de clou de girofle. Les Hollandais de la VOC prennent le fort portugais d'Ambon en 1605. En 1606, une flotte espagnole partie de Manille aux Philippines s'empare de Ternate et Tidore. La VOC attaque, en 1637, les forces Ternate installées à Hoamoal à l'extrémité occidentale de l'île de Céram. Le but des Hollandais étaient d'interdire la production de clou de girofle en dehors des territoires qu'ils contrôlaient. Ils obtiennent gain de cause en 1652 en emmenant le sultan Mandar Syah (r. 1648-1675) à Batavia. Un contrat est signé en 1657 entre les deux parties. La VOC a désormais le monopole de la production et de la commercialisation. Ternate n'existe plus comme puissance militaire. Une anecdote montre que le souverain de Ternate règne sous la protection des Hollandais : il nomme ses fils Amsterdam et Rotterdam.

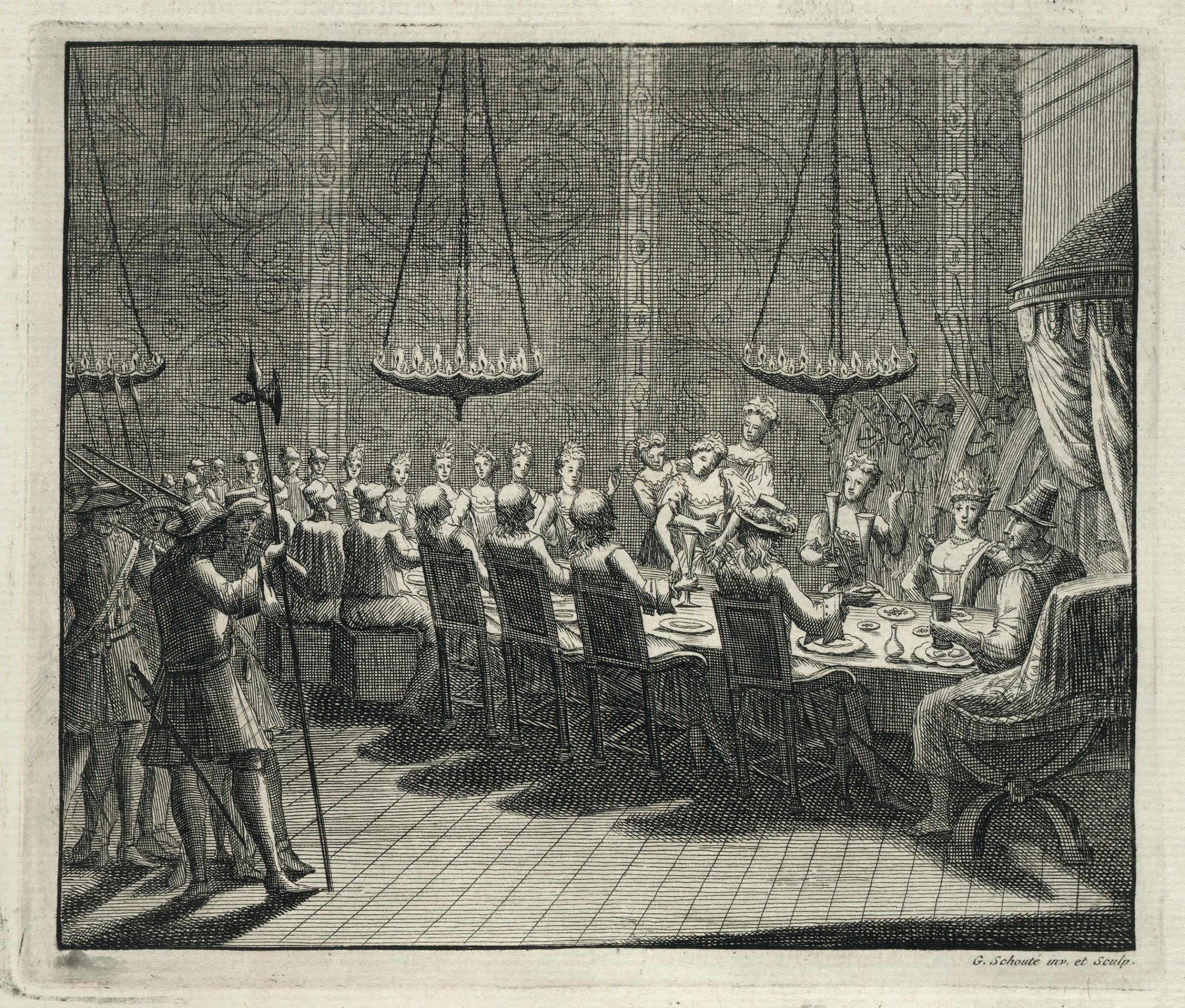
Gravure de 1724 représentant des Hollandais à la table du "roi de Gammelamme", c'est-à-dire le sultan Sibori, en 1680.

La VOC soutient la christianisation des Moluques, ce qui déclenche des hostilités avec le sultan Amsterdam (r. 1675-1690), alors que Tidore s'allie à la VOC. Amsterdam est défait en 1681 et se reconnaît vassal de la VOC.
Le 14 février 1840, un tremblement de terre se traduit par la destruction complète de la ville de Ternate.

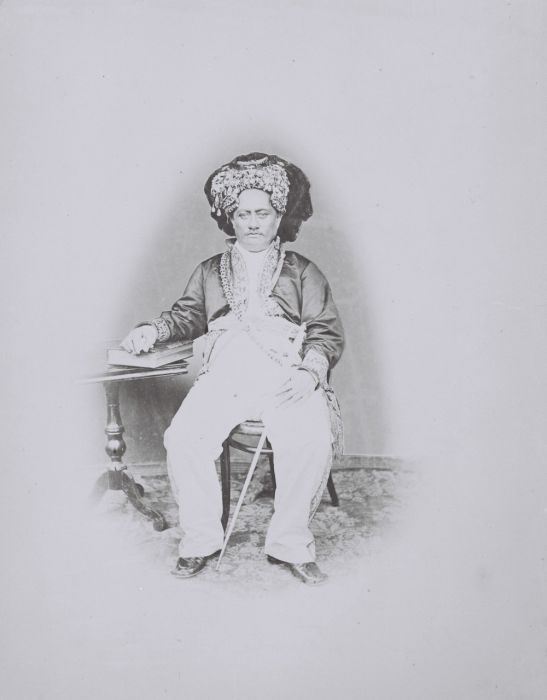
Le sultan de Ternate. Comme la photo date de 1890-1910, il peut aussi bien s'agir d'Ayanhar (r. 1879–1900), Muhammad Ilham (r. 1900–1902) que Muhammad Usman Shah (r. 1902–1915).

## Aujourd'hui
En Indonésie, certains princes tentent de jouer un rôle politique. En 1999, le sultan Mudaffar Sjah a ainsi essayé de se faire nommer gouverneur de la province des Moluques du Nord récemment créée.